# ونس براند
ونس دی براند (به انگلیسی: Vance D. Brand) فضانورد اهل کشور ایالات متحده آمریکا است که در ۹ مهٔ ۱۹۳۱ در لانگمونت، کلرادو زاده شد. وی در مأموریت پروژه آزمایشی آپولو–سایوز، اس‌تی‌اس-۵، اس‌تی‌اس-۴۱-بی، اس‌تی‌اس-۳۵ حضور داشته است.
وی به عنوان خلبان ماژول در اولین پرواز مشترک بین آمریکا و اتحاد جماهیر شوروی در سال ۱۹۷۵ خدمت کرده‌است. او فرمانده سه مأموریت شاتل نیز بوده‌است.